# Юніорська збірна КНДР з хокею із шайбою
Юніорська збірна КНДР з хокею із шайбою  — національна юніорська команда КНДР, що представляє країну на міжнародних змаганнях з хокею із шайбою. Опікується командою Хокейна асоціація КНДР.

## Результати

### Чемпіонат Азії та Океанії до 18 років
- 1987  —  1 місце
- 1991  —  3 місце
- 1992  —  2 місце
- 1999  — 1 місце Дивізіон ІІ
- 2000  —  1 місце

### Чемпіонати світу з хокею із шайбою серед юніорських команд
- 2001  — 8 місце (Дивізіон І)